# Мария Гайдарова
Мария Гайдарова е заместник-министър на образованието в министерството на Николай Денков в кабинетите (1 и 2) на Стефан Янев и в кабинета на Кирил Петков от май 2021 г..

## Биография
Завършва магистър по математика, математическо осигуряване, информатика, педагогика в  СУ ”Св. Климент Охридски”.
Завършва „Организация и управление, теория и евристични методи“ в  СУ ”Св. Климент Охридски”.
Диплома „Изследователски и иновативни методи на работа в образованието, коучинг, лидерство и мениджмънт“ от Университета Уорчестър, Великобритания.

### Кариера
От 1998 до 2025 г. е директор на ОУ „Райна Княгиня“ в Пловдив.
От 2010 до 2013 г. е заместник-председател на Съюза на работодателите в системата на средното образование за Пловдив; член е на Европейската федерация на работодателите в образованието.
От 2014 г. е председател на фондация „Световен образователен форум България“; член е на Световния образователен форум.
Инициатор на проекта  „Иновативни училища“ на Община Пловдив и „Световен образователен форум България“.
От януари до май 2017 г. е заместник-министър на образованието и науката в служебното правителство на Огнян Герджиков, с министър Николай Денков.
Представя България в Общото събрание на Европейската асоциация на училищните директори (ESHA) и като експерт към Eвропейската федерация за интеркултурно обучение.

### Автор на
Сборници по математика за 5 клас и за 6 клас, книга “Да оценим учебното заведение” и публикации в национални и международни издания и медии.

## Признания
Три пъти носител на почетното отличие „Неофит Рилски“ на МОН - 2008 г. за цялостна дейност и 2014 г. за професионални постижения и 2020г.
„Директор на годината“ в националния конкурс на Синдиката на българските учители през 2014 г.
Почетен знак на Пловдив за принос в образованието.